# Tom Benson
Tom Benson   (Nova Orleans, 12 de juliol de 1927 - Ochsner Medical Center, 15 de març de 2018) va ser un empresari estatunidenc, propietari dels equips esportius New Orleans Saints i New Orleans Hornets. Va adquirir els Saints el 1985 i els Hornets el 2012. També fou propietari de diverses concessionàries d'automòbils a les àrees del Greater New Orleans i San Antonio, Texas, als Estats Units. Benson es va convertir en milionari en invertir els guanys de les seves concessionàries en bancs locals. Finalment va arribar a comprar diversos bancs petits del sud dels Estats Units per formar la companyia Benson Financial, la qual va vendre a Wells Fargo el 1996.